# Рудочеревий личинкоїд
Рудочеревий личинкоїд (Lobotos) — рід горобцеподібних птахів родини личинкоїдових (Campephagidae). Представники цього роду мешкають в Західній і Центральній Африці.

## Види
Виділяють 2 види:
- Личинкоїд рудочеревий (Lobotos lobatus)
- Личинкоїд жовточеревий (Lobotos oriolinus)